# صافي فاي
صافي فاي (بالفرنسية: Safi Faye)‏ عالمة إثنيات، ومخرجة أفلام سنغالية، وُلدت في الثاني والعشرين من نوفمبر –تشرين الثاني- عام (1943).كانت أول امرأة إفريقيّة من الصحراء الجنوبيّة تُخرج فيلمًا روائيًا يوزَّع تُجاريًا، وهو كادّو بايكات Kaddu Beykat، والذي أُطلق عام (1975). أخرجت العديد من الأفلام الوثائقيّة، والخياليّة، والتي ركّزت على الحياة القرويّة في السنغال.

## سيرتها الذاتيّة

### حياتها المُبكرة، وتعليمها
وُلدت فاي في داكار بالسنغال لعائلة أرستقراطيّة. كان والداها من قرية فاضال بجنوب داكار. التحقت بدار المُعلمين في روفيكس، وحصلت منها على شهادة التدريس عام (1962)، لتبدأ التدريس بداكار عام (1963).
في عام (1966)، حضرت فاي المهرجان الدولي للفنون السوداء في داكار، وقابلت هناك عالم الإثنيات، ومخرج الأفلام الفرنسي جين روش. شجعها روش على استخدام إخراج الأفلام كأداة إثنوجرافيّة –تصف الإثنيات، والأعراق البشرية. حصلت فاي على دور تمثيلي في أحد أفلام روش، وهو فيلم «شيئًا فشيئًا» عام (1971). قالت فاي أنَّها تكره فيلم روش، لكن العمل معه مكّنها من تعلم الكثير عن الإخراج السنيمائي، وسينما فريتي. في عام (1970)، درست فاي علم الإثنيات في المدرسة الثانوية للدراسات التطبيقيّة، ثم في مدرسة الأفلام القصيرة. حسّنت من قدراتها بالعمل كمُنسقة، ومُمَثلة، وبالعمل في المؤثرات الصوتيّة السينمائية. حصلت على الدكتوراه في علم الإثنيات من جامعة باريس عام (1970).درست من عام (1979) إلى عام (1980)، إنتاج الفيديو في برلين، وكانت أستاذة مُنتدبة في جامعة برلين الحرة. حصلت على درجة عُليا أخرى في علم الإثنيات من جامعة السوربون بفرنسا عام (1988).

### مسيرتها السنيمائيّة
كان فيلم فاي الأول عام (1972)، والذي مثلت فيه، فيلمًا قصيرًا، والذي كان بعنوان «عابر سبيل»، والذي حاكته بخبراتها كامرأة أجنبيّة في باريس. يحكي الفيلم قصة امرأة تسير في الشارع، وهي تلاحظ ردود أفعال الرجال القريبة. كان أول أفلامها الروائيّة الطويلة Kaddu Beykat، والذي يعني «صوت الفلاحين بالولوف» -لغة يستخدمها شعب الولوف في السنغال-، والمعروف دوليًا باسم «رسالة من قريتي» أو «أخبار من قريتي». حصلت فاي على دعم مادي من وزارة التعاون الفرنسيّة لفلمها الروائي الأول Kaddu Beykat، والذي كان أول فيلمًا روائيًا طويلًا لامرأة من الصحراء الجنوبيّة الإفريقيّة، والذي أُطلق عام (1975)، ووُزّع تُجاريًا على نطاق واسع. نالت فاي الكثير من الاهتمام الدولي بعد صدور فيلمها الجديد، لكن لسوء الحظ، بمجرد صدوره، تم حظره في السنغال. في عام (1976)، فازت فاي بجائزة فيبرسكي من الاتحاد الدولي للنُقّاد السينمائيين، وجائزة أوسيك.
يحكي فيلم «سيلبا واحدة من بين الكثيرين» الوثائقي الذي أخرجته فاي لعام (1983)، قصة امرأة في التاسعة والثلاثين من عُمرها، تُدعى سيلبا، والتي تعمل لتوفر الدعم اللازم لأطفالها الثمانية مُنذ أن ترك زوجها القرية للبحث عن عمل. تتحدث سيلبا إلى فاي التي لاتزال خارج الشاشة عن علاقتها بزوجها، والحياة اليوميّة داخل القرية.
عُرفت أفلام فاي في أوروبا أكثر من بلادها الأصليّة، حيثُ نادرً ما تُعرض.

## حياتها الشخصيّة
تعيش فاي في باريس، وهي مُطلقة، ولديها ابنة واحدة.

## قائمة أفلامها
- Le Passante (عابر سبيل)، عام (1972).
- Kaddu Beykat (رسالة من القرية)، عام (1975).
- Fadjal (تعال واعمل)، عام (1979).
- Goob na nu (ابحث عنها)، عام (1979).
- Man Say Yay (أنا والدتك)، عام (1980).
- Les ames au soleil (أرواح تحت الشمس)، عام (1981).
- سيلبا: واحدة من بين الكثيرين أو سيلبا والكثير من الآخرين عام (1983).
- 3 ans 5 mois (ثلاث سنوات وخمسة أشهر)، عام (1983).
- Rancines noires (الجذور السوداء)، عام (1983).
- Elsie Haas, fame peintre et cineaste de Haiti (إلسي هاس، مخرجة أفلام، ورسامة هايتيّة (، عام (1985).
- Tesito (تسيتو)، عام (1989).
- Mossane (موسانا)، عام (1969).

## روابط خارجية
- صافي فاي على موقع IMDb (الإنجليزية)
- صافي فاي على موقع ألو سيني (الفرنسية)
- صافي فاي على موقع أول موفي (الإنجليزية)
- صافي فاي على موقع قاعدة بيانات الفيلم (الإنجليزية)
- صافي فاي على موقع كينوبويسك (الروسية)